# Waldsiedlung (Groß Schacksdorf-Simmersdorf)
Waldsiedlung (bis 1. Oktober 2012 Groß Schacksdorf-Ost) ist ein zum Ortsteil Groß Schacksdorf gehörender bewohnter Gemeindeteil der Gemeinde Groß Schacksdorf-Simmersdorf im Landkreis Spree-Neiße im Südosten des Landes Brandenburg. Die in den 1950er-Jahren errichtete Plattenbausiedlung gehört dem Amt Döbern-Land an.

## Lage
Die Waldsiedlung liegt in der Niederlausitz, rund sieben Kilometer Luftlinie südlich von Forst, 22 Kilometer südöstlich von Cottbus und sieben Kilometer vor der Grenze zu Polen. Umliegende Ortschaften sind Groß Schacksdorf im Norden, Groß Bademeusel im Nordosten, Klein Bademeusel im Osten, Raden im Südosten, Preschen im Süden, Jocksdorf im Südwesten und Simmersdorf im Nordwesten. Südlich der Waldsiedlung liegt der ehemalige Militärflugplatz Preschen.
Waldsiedlung liegt am Rand eines Waldgebietes und in der Nähe mehrerer Teiche, darunter der Schigarrenteich und der Koberteich. Die Kreisstraße 7109 liegt einen Kilometer nördlich der Waldsiedlung, die Bundesstraße 115 ist drei Kilometer entfernt.

## Geschichte
Nach der Eröffnung des von den Luftstreitkräften der NVA genutzten Flugplatzes Preschen im Jahr 1954 entstand die Plattenbausiedlung Groß Schacksdorf-Ost auf dem Gebiet der damaligen Gemeinde Groß Schacksdorf als Wohnzone der auf dem Flugplatz stationierten Soldaten und deren Familien. Die Siedlung gehörte somit dem Kreis Forst im DDR-Bezirk Cottbus an. Die Schaffung des Wohnraumes hatte ein starkes Bevölkerungswachstum innerhalb der Gemeinde Groß Schacksdorf zur Folge, zwischen 1950 und 1964 verdreifachte sich die Einwohnerzahl fast.
Nach der Wiedervereinigung gehörte Groß Schacksdorf-Ost zunächst zum Landkreis Forst in Brandenburg, dieser ging am 6. Dezember 1993 im neuen Landkreis Spree-Neiße auf. 1994 wurde der Betrieb des Flugplatzes Preschen eingestellt, seitdem ist die Einwohnerzahl der Siedlung rückläufig. Seit 2011 ist das Dorf im Besitz einer Immobiliengesellschaft. Am 1. Oktober 2012 wurde Groß Schacksdorf-Ost in Waldsiedlung umbenannt. Der Ort galt zeitweise als sozialer Brennpunkt. Zwischen Dezember 2016 und Juni 2020 ging die Einwohnerzahl von 521 auf nur noch etwa 300 zurück.